# 짙은
짙은(Zitten, 본명: 성용욱)은 대한민국의 싱어송라이터이다.
원래 짙은은 보컬 성용욱과 기타리스트 윤형로로 구성된 듀오 그룹으로 2005년에 결성되었다. 자체 제작한 EP 앨범 《Rock Doves》을 발매하였고 수록곡 중 〈곁에〉는 영화 《아랑》에도 삽입되었다. 정규 앨범을 위해 작업했던 10곡이 완성될 즈음 윤형로가 군입대를 하게 되고, 혼자 남은 성용욱은 2007년 인디레이블 파스텔 뮤직의 첫 번째 오디션에 데모곡을 제출하였다. 그리고 심사위원들의 만장일치로 밴드 부분 수상자로 결정되어 파스텔 뮤직과 정식계약을 맺고 본격적인 활동을 시작하였다.
2008년 첫 정규 앨범을 발매하였고, 섬세하고 담백한 가사와 서정적이고 선 굵은 멜로디로 대중과 평단 모두에게서 호평을 받았다. 음악성을 인정받아 2009년 제6회 한국대중음악상 올해의 신인 부문과 최우수 모던 록 노래 부문 후보에 선정되기도 하였다.
2011년 윤형로가 탈퇴하였고, EP 앨범 《백야》부터는 성용욱 혼자서 솔로로 활동 중이다. 윤형로의 탈퇴를 발표할 때 성용욱이 팬카페에 글을 게제하면서 "처음 만들어질 때 짙은은 밴드라기보단 일종의 프로젝트였다."고 전하면서 "언제나 멀리서라도 볼 수 있고 다가와 탈 수도 있고 형로 군이 돌아왔을 때 또 같이 탈 수 있는 짙은이라는 열기구를 띄어놓고 싶다"고 덧붙이며 여러 가능성을 시사하였다. 이후 윤형로는 2016년 11월 발매한 싱글 앨범의 수록곡 〈첫눈〉을 함께 작업하였고 이후에도 작곡, 편곡, 세션, 프로듀서로 간간이 참여하였다.
성용욱은 외무고시에 응시했다가 낙방하고 평소에 관심이 있던 복지재단에서 활동하는 등 색다른 이력을 가지고 있다.
진에어 항공의 비행기를 타면 착륙할 때쯤에 짙은의 'Sunshine'이라는 노래가 나온다.

## 음반

### 정규음반
- 1집 《짙은》 (2008)
- 2집 《UNI-VERSE》 (2017)
- 3집

### 비정규음반
- EP 《Rock Doves》 (2005)

- 싱글 《December》 (2009)
- EP 《Wonderland》 (2010)

- EP 《백야》 (2011)
- 싱글 《태양은 가득히 OST Part 1》 (2014)

- EP 《Diaspora : 흩어진 사람들》 (2014)
- 싱글 《사랑의 단상 Chapter 6 : 첫눈》 (2016)
- 싱글 《NO RUSH》 (2017)
- 싱글 《그냥 사랑하는 사이 OST Part 1》 (2017)
- 싱글 《Life Is Good》 (2018)
- 싱글 《역광》 (2018)
- 싱글 《Hold me now》 (2018)
- 싱글 《열두밤 OST Part 4》 (2018)
- 싱글 《품》 (2019)
- 싱글 《Drag》 (2019)
- 싱글 《Silver lining》 (2019)
- 싱글 《깃》 (2019)
- 싱글 《오늘도 마음을 다 해 OST 》 (2019)
- 싱글 《사라지는 것들》 (2020)
- 라이브 《우연의 음악 2020》 (2020)
- 싱글 《할 말이 있어요》 (2020)
- 싱글 《집》 (2020)
- 싱글 《All You Need Is A Carol》 (2020)
- 싱글 《Little Forest》 (2021)
- 싱글 《Blue Spring》 (2021)
- 싱글 《다 말해도 돼》 (2021)
- EP 《수면에서》 (2021)

### 참여음반
- 아랑 (阿娘: Arang) O.S.T (2006)
- We Will Be Together (Pastel Season Edition) (2008)
- 식객 O.S.T Vol.1 (2008)
- 사랑의 단상 Chapter.2 (This Is Not A Love Song) (2009)
- MBC 음악여행 라라라 Live Vol.5 (2009)
- 트리플 O.S.T (2009)
- 결코 끝나지 않을 우리들의 이야기 (Hommage to Moonrise, Pastelmus) (2009)
- MBC 음악여행 라라라 Live Vol.7 (2010)
- 천일의 몽상 (2010)
- Merry Lonely Christmas And Happy New Year (2010)
- SAVe tHE AiR Green Concert (2011)
- cafe : night & day (2011)
- SAVe tHE AiR Green Concert Vol. 2 (2012)
- 코리아 O.S.T (2012)
- 짙은 & 소규모 아카시아 밴드 Curated (Ten Years After : Pastel Music 10th Anniversary) (2013)
- Your Favorite Songs (Ten Years After : Pastel Music 10th Anniversary) (2013)
- New Days & New Beginning (Ten Years After : Pastel Music 10th Anniversary) (2013)
- Casker & Fanny Fink Curated (Ten Years After : Pastel Music 10th Anniversary) (2013)
- 그대 내게 기대 (아로나민 50주년 기념음반) (2013)
- 2014 파스텔뮤직 샘플러 (Pastel Sampler) Vol. 6 (2014)
- 태양은 가득히 O.S.T (2014)
- 사랑의 단상 Chapter 5. The Letter From Nowhere (2014)
- 프로듀사 O.S.T (2015)
- 406호프로젝트, 짙은 《Page》 (2020)
- 짙은, 406호프로젝트 《초여름》 (2020)